# Хмельницкая сельскохозяйственная ярмарка

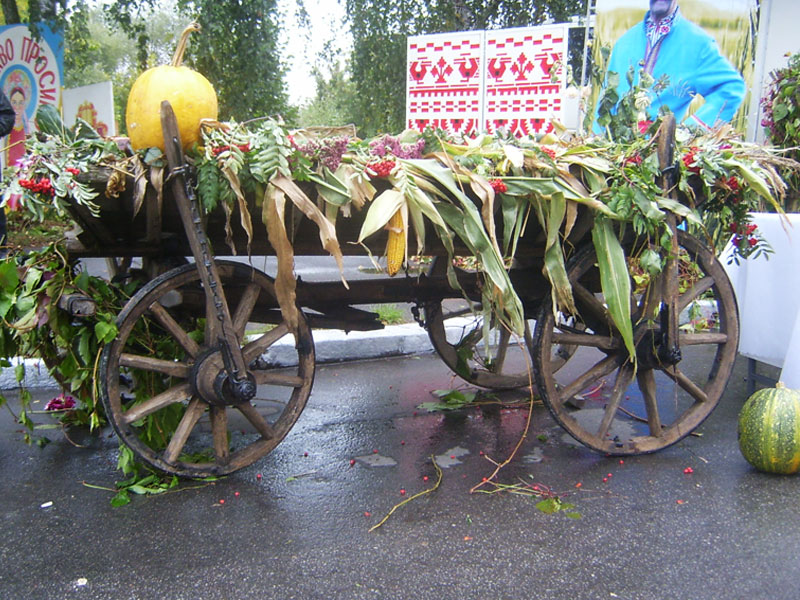
Сельскохозяйственная ярмарка в Хмельницком на День города

Хмельницкая сельскохозяйственная ярмарка — ярмарка различных видов продукции сельского хозяйства, которая традиционно проводится в городе Хмельницком несколько раз в год и играет важную роль в жизни жителей города.

## История возникновения
Проведение ярмарок, различных по масштабу и продолжительности, имеет насыщенную многовековую историю в городе Хмельницком (до 1795 — Плоскиров, до 1954 года — Проскуров). В течение трехсот лет, с 1493 по 1793 год, Плоскиров находился под властью Польши и получил статус города. В нем развивалась торговля и проводились различные ярмарки. В 1578 году король польский и великий князь литовский Стефан Баторий предоставил Плоскирову возможность ежегодно проводить ярмарки, приуроченные к Новому году, Рождеству и Дню Св. Вита. Кроме того, в городе можно было организовывать торги каждый вторник.
22 декабря 1775 король Станислав Понятовский распорядился о проведении ярмарок два раза в год для поддержания и улучшения жизни в Плоскирове. Для этого были избраны специальные дни: Новый год и праздник зачатия Св. Анны. В то время ярмарки длились по две недели. В 1901 году в Хмельницком, тогда еще Проскурове, также проводились ярмарки. Ежегодно их численность достигала 14, но длительность каждой из них составляла только один день. Проскуровские ярмарки начала XX века уступали по размаху и популярности на Подолье только ярмаркам, которые проводились в Ярмолинцах.
Ярмарка остается неотъемлемой частью жизни города и в XXI веке. Ежегодное проведение сельскохозяйственных ярмарок на улице Прибужской уже стало доброй традицией во время празднования Дня города Хмельницкого в сентябре. В ярмарке участвуют сотни производителей и сельскохозяйственных предприятий, которые предлагают горожанам огромный ассортимент разнообразной продукции. Также проведения ярмарок приурочивают к новогодним и рождественским праздникам. В этот период, кроме продуктов питания, можно приобрести символы нового года, ёлки и новогодние украшения. Еще одна ярмарка проводится в преддверии праздника Пасхи. В это время наиболее актуальными товарами являются хлебобулочные изделия, молочная продукция, овощи, саженцы, одежда и украшения в украинском национальном стиле.